# Saltbæk Vig
Saltbæk Vig este o arie protejată (arie de protecție specială avifaunistică — SPA) din Danemarca întinsă pe o suprafață de 3.626 ha, integral pe uscat.

## Localizare
Centrul sitului Saltbæk Vig este situat la coordonatele 55°43′06″N 11°11′20″E / 55.718333°N 11.188889°E.

## Înființare
Situl Saltbæk Vig a fost declarat arie de protecție specială avifaunistică în mai 1983 pentru a proteja 10 specii de animale.

## Biodiversitate
Situată în ecoregiunea continentală, aria protejată nu include niciun habitat protejat.
La baza desemnării sitului se află mai multe specii protejate de  păsări (10): rață pitică (Anas crecca), gâscă cenușie (Anser anser), gâscă de semănătură (Anser fabalis), erete de stuf (Circus aeruginosus), lebădă de iarnă (Cygnus cygnus), codalb (Haliaeetus albicilla), ferestraș mic (Mergus albellus), bătăuș (Philomachus pugnax), ploier auriu (Pluvialis apricaria), ciocântors (Recurvirostra avosetta).